# Worshipful Company of Clockmakers
La Worshipful Company of Clockmakers (Venerable Compañía de Relojeros en español) fue fundada en virtud de una Carta Real otorgada por el rey Carlos I de Inglaterra en 1631. Ocupa el puesto sesenta y uno entre las compañías de librea de la ciudad de Londres, y está bajo la jurisdicción del consejo privado. La compañía fundó una biblioteca y su museo en 1813, que es la colección dedicada a los relojes más antigua del mundo. Es administrada por la organización benéfica afiliada a la empresa, la Clockmakers' Charity, y actualmente se encuentra en el segundo piso del Museo de Ciencias de Londres. Los objetivos modernos de la compañía y de su museo son benéficos y educativos, en particular para promover y preservar la relojería, actividad que a partir de 2019 se agregó a la lista roja de artesanías en peligro de extinción de la HCA.
Su Museo de Relojería, que comprende una colección de relojes de pie, relojes de pulsera, retratos y objetos efímeros, se encuentra en una nueva galería proporcionada por el Museo de la Ciencias, inaugurada oficialmente por la princesa Ana el 22 de octubre de 2015. El museo se fundó originalmente en 1813, y estuvo alojado en el Guildhall (antiguo ayuntamiento de Londres) desde 1874 hasta 2014. Se dice que es la colección más antigua específicamente de relojes del mundo. Aunque ahora se encuentra en el Museo de los Relojeros en South Kensington, el archivo y la biblioteca de la empresa aún se conservan en la biblioteca del Guildhall. La colección del museo incluye el cronómetro marino H5 de John Harrison, cuyo funcionamiento comprobó personalmente el rey Jorge III.

## Lema
El lema de la compañía, Tempus Rerum Imperator, puede traducirse como El tiempo, gobernante de todas las cosas. Aparece como epitafio en la lápida del ex primer ministro británico Harold Wilson, que fue miembro de la compañía.

## Historia
Antes del siglo XVII, la relojería realizada por artesanos ingleses nativos se limitaba principalmente a la producción de grandes relojes de campanario. Los relojes domésticos eran en su mayoría importados o fabricados por inmigrantes del continente europeo. Debido a que la fabricación de relojes de torre implicaba trabajar con hierro y acero, los relojeros de la ciudad de Londres tendían a ser hombres libres de la Venerable Compañía de Herreros, aunque algunos eran miembros de otras compañías de librea, en particular de la de fabricantes de telas.
Después de la pérdida de muchos relojeros de Londres durante las epidemias de 1598 y de 1603, el comercio se consolidó y comenzó a crecer. La afluencia continua de recién llegados provocó resentimiento por parte de los que se habían establecido en Londres con respecto a los forasteros que venían a establecerse en la ciudad o cerca de ella, y que amenazaban su mercado. A partir de 1620, grupos de relojeros intentaron establecer su propio gremio. Los herreros inicialmente lograron oponerse a estas medidas. Finalmente, sin embargo, cuando el rey emitió cartas como un medio para recaudar fondos muy necesarios en un momento en que había prorrogado el Parlamento, los relojeros lograron obtener una carta real, el 22 de agosto de 1631, para perjuicio de los herreros, que naturalmente podían esperar perder miembros y, por lo tanto, ingresos.
La carta dio autoridad reguladora a los relojeros para controlar el comercio de relojes en la ciudad de Londres y en un radio de diez millas a la redonda. Incorporaba un organismo de control que debería tener "continuidad para siempre bajo el estilo y nombre de Maestro, Guardianes y Comunidad del Arte y Misterio de la Relojería". Disponía que la comunidad debería estar gobernada por un maestro, tres guardianes y diez o más asistentes que formarían la Corte. El primer maestro fue David Ramsay, un escocés que había sido nombrado relojero del que llegaría a ser rey Jacobo I de Inglaterra. El famoso relojero Edward East también formó parte de la primera corte.
El estatuto original todavía está en posesión de la compañía, y se encuentra junto con el resto de su biblioteca y archivo en la Biblioteca Guildhall. La compañía obtuvo su escudo del Colegio de Armas en enero de 1672. En 1766, la Corte de Aldermen le otorgó su librea. El número de usuarios de la librea se limitó originalmente a sesenta, pero se ha incrementado en número con el paso de los años, tras la aprobación de la Corporación de la Ciudad de Londres, y actualmente se sitúa en un máximo de trescientos.

## Formación en relojería y premios a la excelencia
La compañía otorga tres premios a la excelencia: la Medalla Tompion por logros sobresalientes en relojería, la Medalla Harrison por la propagación del conocimiento de la relojería y su apreciación, y el Premio Derek Pratt por innovación, ingenio, elegancia y los más altos estándares de mano de obra y rendimiento de precisión en el arte y la ciencia del tiempo y del cronometraje. La empresa también coopera estrechamente con los responsables del Fideicomiso Educativo George Daniels para apoyar la educación en relojería.

## Afiliaciones
La Venerable Compañía de Relojeros está afiliada formalmente con la Sociedad de Relojería Antigua, el Observatorio UCL, el HMS Protector (el buque de patrulla de hielo de la Marina Real), el HMS Archer (unidad naval real universitaria de la Clase P264 con base en Edimburgo), y el Escuadrón XIII de la RAF.

## Maestros

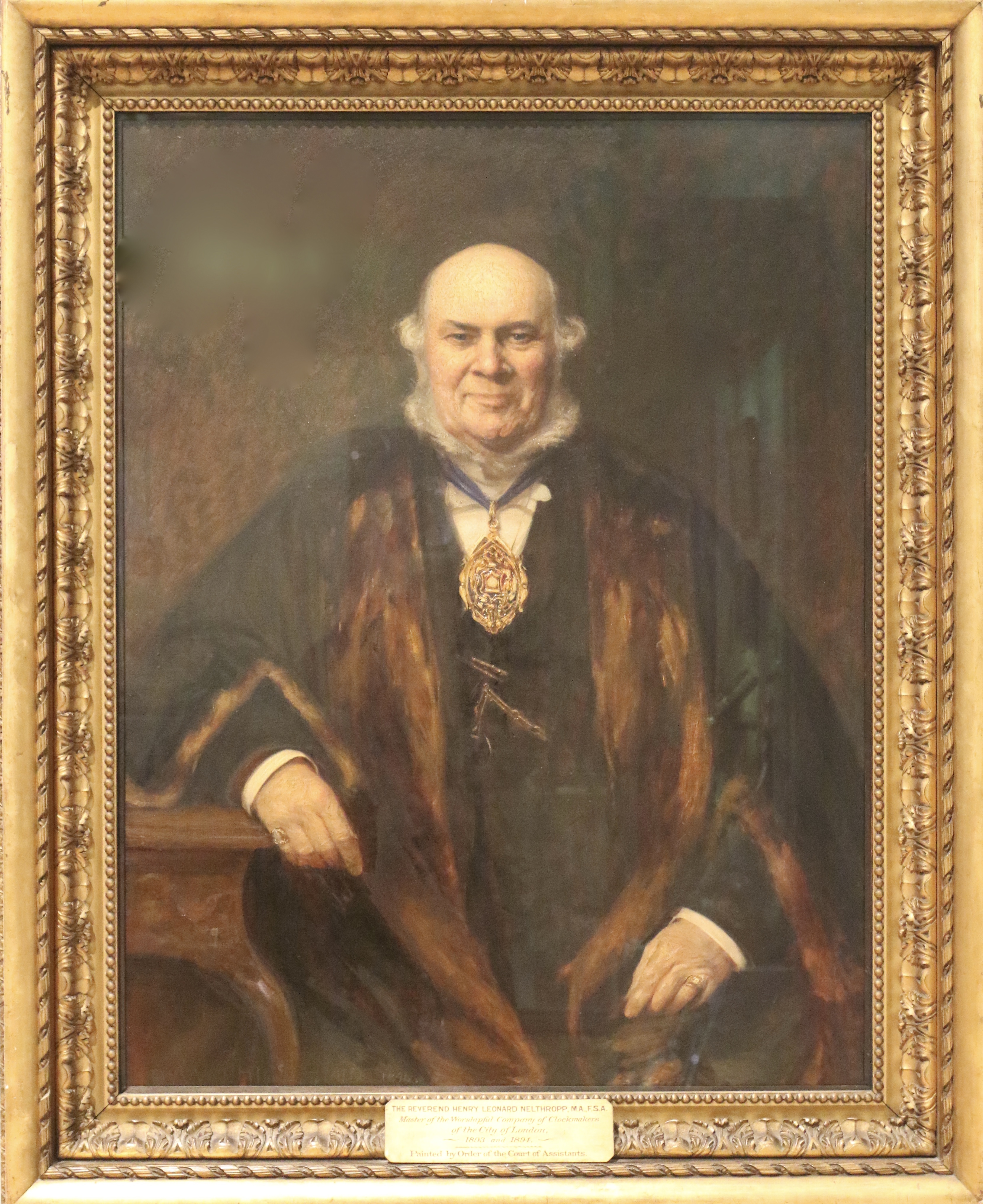
El reverendo Henry Leonard Nelthropp (MA FSA), maestro de la Venerable Compañía de Relojeros de la Ciudad de Londres en 1893 y 1894

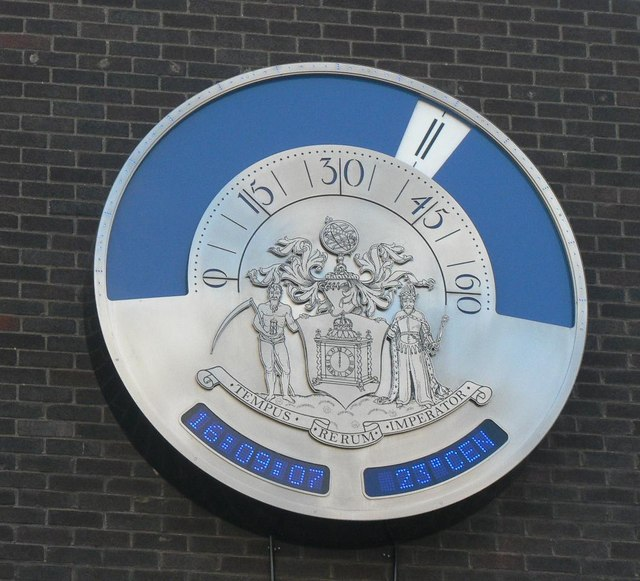
El reloj de la calle Newgate, obsequio por el 375 aniversario de la Venerable Compañía de Relojeros a la ciudad de Londres

Entre los que han sido Maestros de la compañía se encuentran las personas siguientes:
- 1631, David Ramsay
- 1636,  Elias Allen
- 1645, 1652 Edward East
- 1699, Henry Thornton[12]
- 1700,  Charles Gretton[13]
- 1702,  Joseph Windmills
- 1703, Thomas Tompion
- 1708,  Daniel Quare
- 1717 Nathaniel Chamberlain
- 1718, Thomas Windmills
- 1795, 1812 Harry Potter[14]
- 1810, 1811 Paul Philipp Barraud
- 1817, John Arnold
- 1821, 1823, 1825, 1827, 1847  Benjamin Lewis Vulliamy
- 1855, 1862  Charles Frodsham
- 1893, 1894 Rvdo. Henry Leonard Nelthropp
- 1902, 1914  William Henry Mahoney Christie KCB FRS
- 1922, 1931 Sir Frank Watson Dyson KBE FRS FRSE
- 1926,  Hugh Rotherham
- 1932 Sir  Francis Newbolt KC FCS[15]
- 1946, Lord Iliffe de Yattendon GBE
- 1949, 1954 Sir Harold Spencer Jones KBE FRS FRSE PRAS
- 1950, William Hamilton Shortt FBHI
- 1959, Vizconde Falmouth
- 1960, Lord Harris
- 1969, Sir  Richard van der Riet Woolley OBE FRS
- 1974, Sir  Frank Chalton Francis KCB
- 1976, Sir  Hugh Wontner GBE CVO
- 1980, George Daniels CBE DSc FBHI FSA AHCI
- 1986, Vizconde Falmouth
- 1989, Lord Murton de Lindisfarne OBE TD PC
- 2000, Alexander Boksenberg CBE FRS
- 2001, Sir George White, Bt, FSA
- 2002, Michael Monro Smith
- 2003, Christopher John Hurrion
- 2004, Philip John Willoughby
- 2005, Diana Muriel Uff
- 2006, Maj Gen David Anthony Somerset Pennefather CB OBE
- 2007, David John Poole MBE FBHI
- 2008, Dr. Michael David Sanderson PhD
- 2009, Comandante Peter John Linstead-Smith OBE RN
- 2010, Howard Carl Newman FBHI
- 2011, Andrew Charles Henry Crisford FSA
- 2012, Mark Westcombe Elliott FCA
- 2013, Prof. Paul Eugene Marcus Jarrett FRCS
- 2014, Jonathan Daniel Betts MBE FSA FBHI
- 2015, Philip William Tennant Whyte, Hon FBHI
- 2016, Robert Michael Justice Stewart
- 2017, Roy Charles Harris, FBHI
- 2018, Andrew Lewis James, FRSA, Hon MBHI
- 2019, Jonathan Edward Hills
- 2020, Joanna Migdal (Lady White)
- 2021, Mark H Levy
- 2022, Dr James Nye, FSA
- 2023, Jane Pedler
- 2024, Keith Scobie-Youngs, FBHI, ACR

## Capellanes de la compañía y de la iglesia
- Padre Tim Handley
- St James Garlickhythe

## Galería

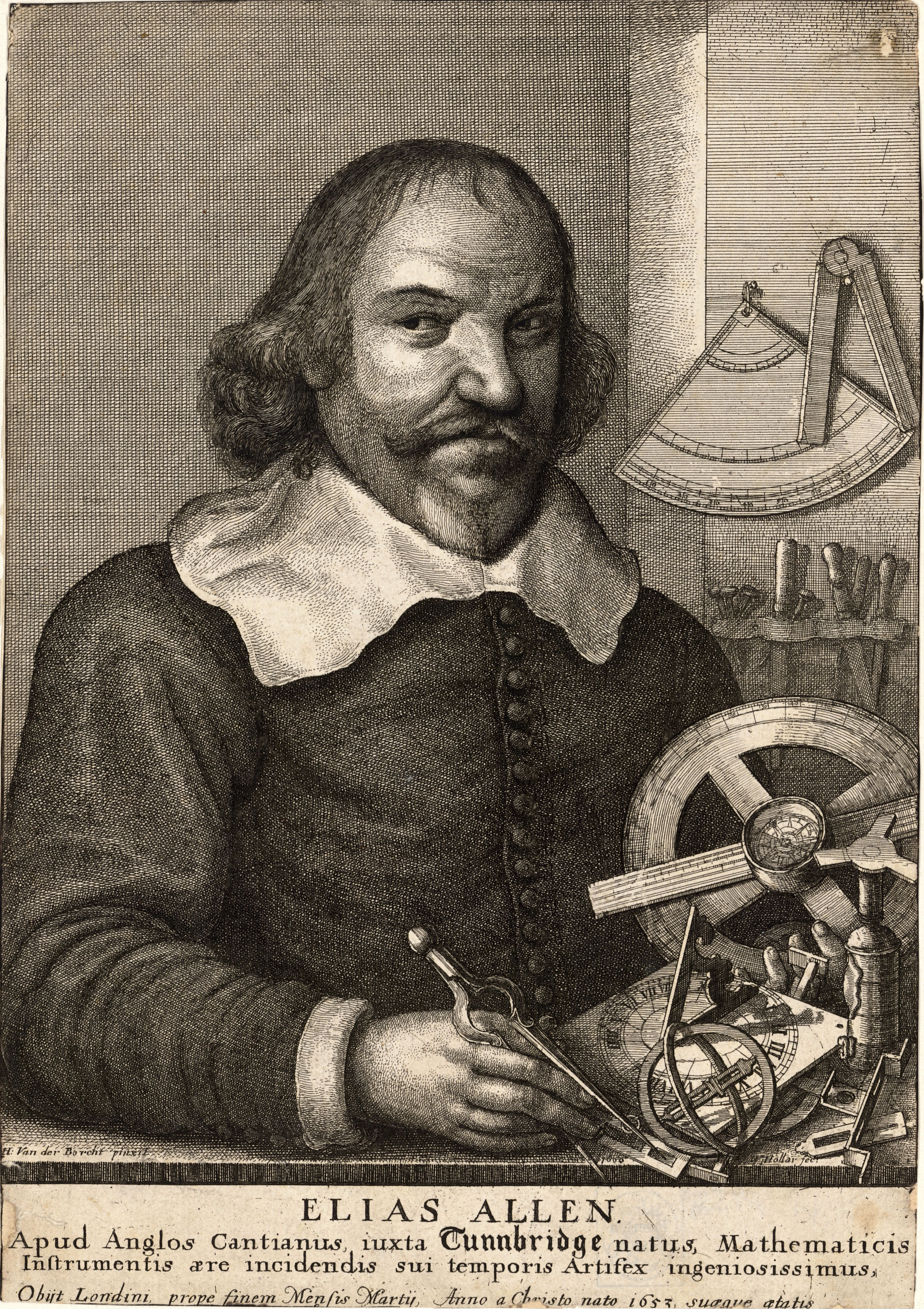
Elias Allen
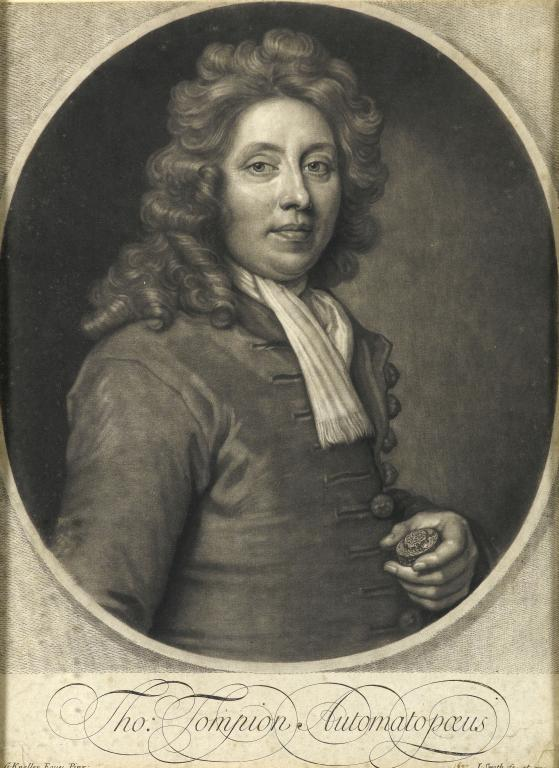
Thomas Tompion
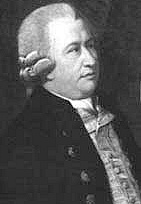
John Arnold
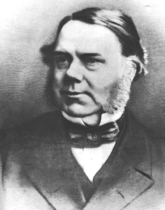
Charles Frodsham